# Mala Ježevica
Mala Ježevica (Servisch cyrillisch Мала Јежевица) is een plaats in de Servische gemeente Požega. De plaats telt 304 inwoners (2002).